# Saint-Gabriel-de-Valcartier
Saint-Gabriel-de-Valcartier eller bara Valcartier är en kommun i provinsen Québec i Kanada. Folkmängden uppgick 2021 till 3 223.
Här finns sedan 1914 militärbasen Base des Forces canadiennes Valcartier.
Bosättningen grundades av irländare och skottar.
Saint-Gabriel-de-Valcartiers kommun bildades 1985, då Saint-Gabriel-Ouests kommun och gamla Saint-Gabriel-de-Valcartiers kommun gick samman.

### Fotnoter
1. 1 2  ”Table 98-10-0004-01  Population and dwelling counts: Canada, provinces and territories, census divisions, census subdivisions (municipalities) and designated places” (på engelska). Census of Population. Statistics Canada. 9 februari 2022. doi:10.25318/9810000401-eng. https://www150.statcan.gc.ca/t1/tbl1/en/tv.action?pid=9810000401&geocode=A000224. Läst 2 augusti 2024.
2. 1 2  ”Saint-Gabriel-de-Valcartier (Municipalité)” (på franska). Commission de toponymie du Québec. Arkiverad från originalet den 23 februari 2014. https://web.archive.org/web/20140223143743/http://www.toponymie.gouv.qc.ca/CT/toposweb/fiche.aspx?no_seq=56602. Läst 19 april 2010.